# Sphaerodactylus semasiops
Sphaerodactylus semasiops — вид геконоподібних ящірок родини Sphaerodactylidae. Ендемік Ямайки.

## Поширення і екологія
Sphaerodactylus semasiops мешкають в горах країни Кокпіт. Вони живуть у вологих тропічних лісах, що ростуть серед карстових вапнякових скель, в заростях бромелієвих. Зустрічаються на висоті від 174 до 936 м над рівнем моря.

## Збереження
МСОП класифікує цей вид як такий, що перебуває під загрозою зникнення. Sphaerodactylus semasiops загрожує знищення природного середовища. 